# Ecco2k
Zak Arogundade (23 de outubro de 1994) mais conhecido por seu nome artístico Ecco2k, é um cantor e designer britânico-sueco de Estocolmo. É diretor e membro da Drain Gang. Conhecido por suas composições experimentais e inovadoras, ele também foi celebrado por seus esforços de direção e design na marca Eytys, bem como por sua própria linha de produtos g'LOSS.

## Discografia

### Álbuns de estúdio
- E (2019)[3]
- Crest (2021) (com Bladee)

### EPs
- PXE (2021)[4]